# Muhammadu Buhari
Muhammadu Buhari, född 17 december 1942 i Daura i Katsina, död 13 juli 2025 i London, Storbritannien, var en nigeriansk officer och politiker. Han var Nigerias president från 2015 till 2023. Han var även pensionerad generalmajor i den nigerianska armén, och var statschef i Nigeria från 31 december 1983 till 27 augusti 1985 efter att ha tagit makten i en militärkupp. Han förlorade makten 1985 genom en annan kupp.

## Biografi

### Bakgrund
Buhari är bördig från Daura i den nordliga delstaten Katsina. Etniskt tillhör han folkgruppen fulani och är muslim. Han var oljeminister 1976–1978 och ledde Nigerias statliga oljebolag NNPC 1978–1979. Som generalmajor tog han makten från den demokratiskt valda Shehu Shagari i en kupp på nyårsafton 1983.

### Första presidentperioden (1983–1985)
Buharis eftermäle för presidentperioden 1983–1985 handlar främst om hans arbete mot korruption, "kriget mot bristande disciplin" och brott mot mänskliga rättigheter. Buhari motiverade kuppen mot Shagari med en önskan om att bekämpa korruption, ekonomisk tillbakagång och kaos. Han var allmänt erkänd för att själv inte vara korrupt och för att ha en moderat livsstil.
Som president gick han hårt åt korrupta politiker från den föregående regimen. Han fokuserade på institutionella förändringar och upprensning. Han genomförde stränga ekonomiska reformer och skar ner de offentliga utgifterna med 50 procent, något som ledde till massiva uppsägningar. Inom loppet av ett halvår blev 53 000 offentliganställda uppsagda. Han utvisade också 700 000 illegala invandrare. Han ansågs vara en ärlig politiker, och insisterade bland annat på att betala utstående lön till offentliganställda som hade gått utan lön i flera månader före Buharis regim.
Buhari var närmast besatt av disciplin, och förde med tvång och förtryck ett "krig" mot bristande disciplin, särskilt i offentlig sektor. Hans regim var ansvarig för omfattande politiskt förtryck och omtalas som en polisstat med tung övervakning. Han fängslade 500 oppositionella, förbjöd både strejker och lockouter och införde omfattande inskränkningar i pressfriheten.
Hans ekonomiska reformer kunde heller inte stoppa den ekonomiska tillbakagången, som var kopplad till prisfall på olja, en överhettad ekonomi och enorma lån. Ekonomiska reformer och förtryck ledde till ett starkt motstånd inom juristföreningen Nigerian Bar Association (NBA) och inom student- och fackrörelserna. Buhari avsattes genom en ny militärkupp 1985, ledd av general Ibrahim Babangida. Han hölls fängslad 1985–1988, men kunde sedan återvända till politiken. Buhari kandiderade sedan för presidentposten i valen 2003, 2007 och 2011 utan att lyckas.

### Andra presidentperioden (2015–2023)

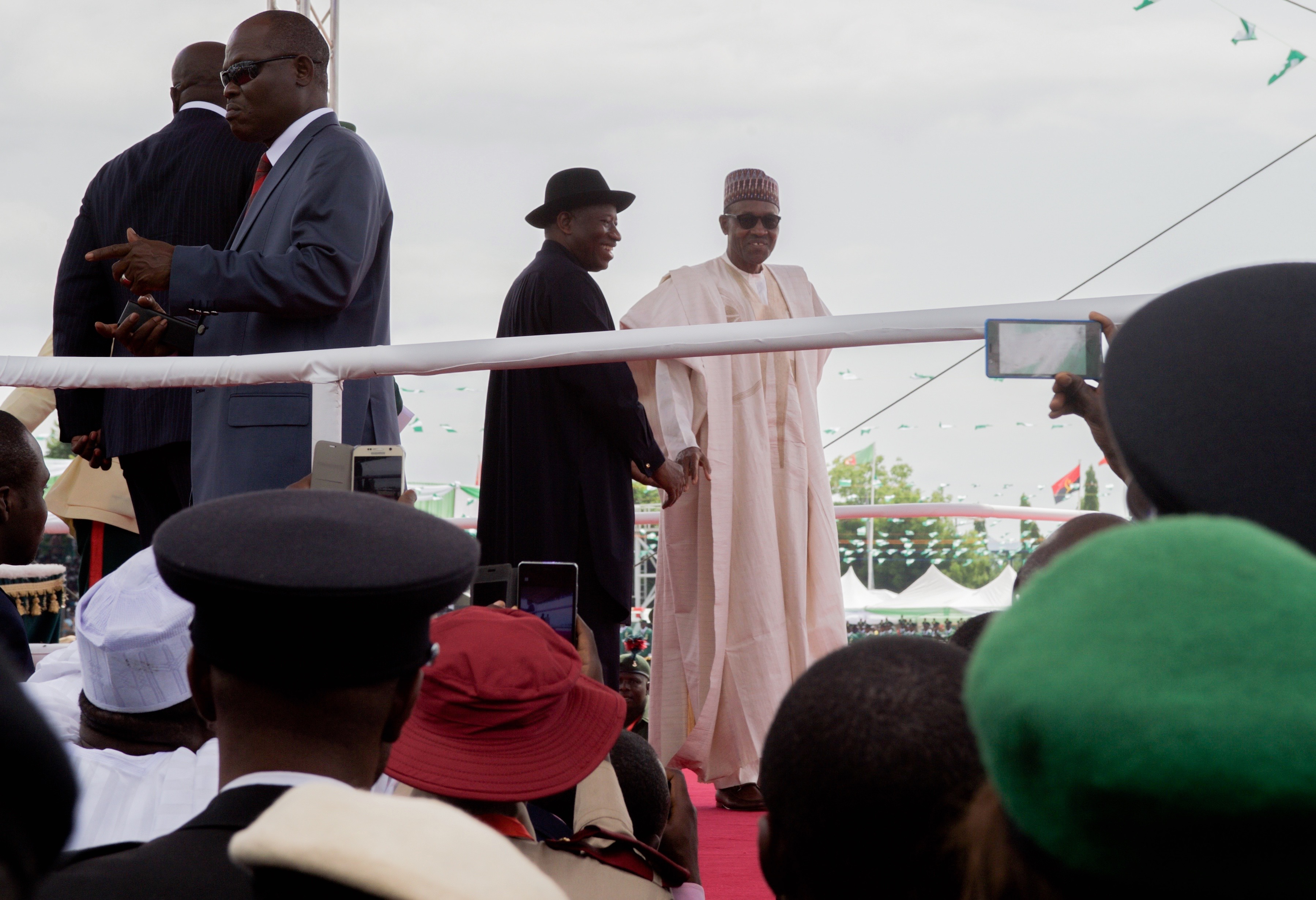
Tillträdande president Muhammadu Buhari och avgående president Goodluck Jonathan möts då Buhari svärs in som ny president, 29 maj 2015.

I december 2014 framträdde han som presidentkandidat för nybildade partiet All Progressives Congress (APC) inför valet i mars 2015. Han besegrade den sittande presidenten Goodluck Jonathan i valet,
och den 29 maj 2015 svors han in som Nigerias president. Det var första gången sedan Nigeria blev självständigt 1960 som oppositionen tog makten över en sittande vald regering på fredlig väg genom demokratiska val.
Han vann på två huvudfrågor: kampen mot korruption och för säkerhet. Buhari uppgav att han skulle ta ansvar för vad som hände under hans militärstyre, men tillade att han inte kunde ändra det förflutna. Han beskriver sig själv som "konverterad demokrat", men har likväl försvarat kuppen 1983 som nödvändig. Trots hans odemokratiska historia menade många att just hans bakgrund inom militären gjorde honom bättre lämpad att hantera säkerhetssituationen runt den islamistiska terrorgruppen Boko Haram än både förre presidenten Goodluck Jonathan och hans motkandidat i valet 2019, Atiku Abubakar.
Redan 2015 byttes flera centrala ledare i offentliga institutioner ut i arbetet med att bekämpa korruptionen, och stora omstruktureringar i oljeförvaltningen inleddes. Flera centrala politiker avslöjades, men det fanns också motstånd bland mäktiga aktörer i landet. Oljeprisfallet sedan 2014 reducerade statsintäkterna dramatiskt och gav Buhari mindre ekonomiskt spelrum. Samtidigt ledde ekonomiska satsningar, framför allt inom jordbruket, till ekonomisk framgång. Buhari-regeringen satsade också på mineraler och industri, bland annat inom textil- och bilproduktion.
Han omvaldes för en andra, och enligt konstitutionen sista, mandatperiod den 23 februari 2019. En ny oljekris och coronapandemin 2020 drabbade dock Nigeria svårt: vid utgången av Buharis presidentperiod hade landet en inflation på 21 procent, en arbetslöshet på 33 prosent och brist på valuta, kontanter och bensin. Det sista beskrivs som något av en paradox i det så oljerika landet, men oljeproduktionen har sjunkit och oljeindustrin präglas av kriminalitet och oro.
Buhari hade särskilt stort stöd i norra delen av landet. Många kristna i söder var skeptiska till hans tidigare stöd till sharialagar i norr, men det blev mindre tydligt med tiden. I och med en allians med folkgruppen yoruba i sydväst och med sin vicepresident Yemi Osinbajo, som är jurist och pastor, fick han brett stöd också i det kristet dominerade sydväst. Han hade däremot mindre stöd i sydost, och möttes med ökad oro både i Nigerdeltat, där nya militanta grupper uppstått, och bland Biafra-aktivister.
Den 29 maj 2023 efterträddes han på presidentposten av Bola Tinubu.

#### Hälsa
Sedan 2016 var Buhari under behandling för en sjukdom som han inte ville specificera närmare. Behandlingen skedde delvis i London, vilket väckte viss uppmärksamhet eftersom han uppmuntrat andra politiker i Nigeria att inte söka behandling utomlands. Han var sjukskriven i långa perioder; 2017 var han borta i 50 dagar i början av året, och därefter tre månader under sommaren. Under dessa perioder ledde vicepresident Osinbajo Nigeria. Buharis hälsa medförde oro för att Nigeria åter skulle hamna i en situation som då Umaru Yar'Adua dog 2010, vilket utmanade den regionala maktbalansen i landet.